# ماتيو بوا
ماتيو بوا هو سباح كندي، ولد في 6 يوليو 1988 في لونغوي في كندا.

## وصلات خارجية
- ماتيو بوا على موقع الاتحاد الدولي للسباحة (الإنجليزية)
- ماتيو بوا على موقع أوليمبيديا (الإنجليزية)
- ماتيو بوا على موقع اتحاد ألعاب الكومنولث (مؤرشف) (الإنجليزية)
- ماتيو بوا على موقع دورة ألعاب الكومنولث 2006 (مؤرشف) (الإنجليزية)